# Lamentabili sane exitu

Lo stemma di san Pio X.

Il Lamentabili sane exitu (dalle parole iniziali, «Certo con deplorevoli frutti»; spesso citato più brevemente come il Lamentabili) è un decreto della Suprema sacra inquisizione romana e universale (Sant'Uffizio), datato 3 luglio 1907, approvato da papa Pio X il 4 luglio 1907 e preannunciato da una grave allocuzione concistoriale.
Il decreto contiene una lista di 65 proposizioni ricavate dalle pubblicazioni di alcuni autori modernisti, i quali, «trasgredendo i limiti stabiliti dai Padri e dalla Santa Chiesa stessa, sotto le apparenze di più alta intelligenza e col nome di considerazione storica, cercano un progresso dei dogmi che, in realtà, è la corruzione dei medesimi». Tali errori sono perciò ritenuti contrari «alla sincerità della fede».
Successivamente al decreto Pio X pubblicò l'enciclica Pascendi dominici gregis, netta condanna del modernismo.